# سرژی، ان
سرژی، ان (به فرانسوی: Sergy) یک کمون در فرانسه است که در Canton of Ferney-Voltaire واقع شده‌است.

## خصوصیات
سرژی ۹٫۴۶ کیلومترمربع مساحت و ۱٬۷۰۶ نفر جمعیت دارد و ۴۷۵ متر بالاتر از سطح دریا واقع شده‌است.